# Tržna znamka
Tržna znamka je izraz, ki se v sodobni tržnokomunikacijski teoriji uporablja kot širši pomen izraza blagovna znamka, saj zajema korporativne, izdelčne in storitvene znamke.

## Izvor
Angleški izraz brand izhaja iz postopka označevanja živine, po navadi goveda, pri čemer je brand v resnici živ (goreč) del lesa, ki na živali pusti odtis. Brand/znamka je torej nekaj živega, kar pušča odtis - in se s tem razlikuje od svojega odtisa, zunanje podobe blagovna znamka. 

## Pojem
Znamka ni lastnost izdelka ali storitve, ampak je skupek vtisov, občutij in znanja, ki ga ima uporabnik o posamezni entiteti na trgu. Ta skupek vtisov tvorijo:
- funkcionalne obljube izdelka ali storitve
- emocialnalne obljube
- izkustvene obljube
- koristi znamke
- razlikovalne prednosti znamke
- osebnost znamke
- namen znamke
- vizija znamke
- vrednote znamke

Ti elementi znamke tvorijo »zgodbo« znamke, ki jo ta pripoveduje svojim uporabnikom, zgodbo, ki jo uporabniki z uporabo želijo ponavljati. Večja kot je želja uporabnikov, da bi bili del te zgodbe, močnejša je ta znamka in večji je njen tržni uspeh.
Tako opredeljena znamka ne velja le za tržne proizvode in storitve ampak tudi za neprofitne organizacije in storitve, države, mesta, pa tudi posameznike.